# Мікстейп
В англомовних країнах термін міксте́йп (англ. mixtape або англ. mix tape) — це збірка музичних записів, зазвичай з різних джерел, на одному носії (зазвичай, аудіокасеті). Поняття виникло у 1980-х і початково позначало домашні вибірки пісень на касеті, CD чи цифровий плейлист. Пісні могли бути у певній послідовності або складені в один трек програмою (так, що кінець пісні переплітався з початком наступної). Мікстейп, який зазвичай відображає музичні смаки її упорядника (виконавця), може варіювати від випадково вибраного списку улюблених пісень до концептуальної суміші пісень, пов'язаних спільною темою або настроєм, або дуже особистої заяви з урахуванням адресата, зазначеного в стрічці. Есеїст Джеффрі О'Браєн вважав мікстейпи «найпоширенішою американською формою мистецтва».
У хіп-хоп та R&B культурі «мікстейпом» часто називають альбом, виданий незалежно і поширюваний безоплатно з метою охоплення більшої аудиторії або уникнення можливих порушень авторських прав. Втім термін застосовували до низки прибуткових релізів у 2010-х; у цьому контексті мікстейп можна порівняти зі студійним альбомом або мініальбомом.